# Ali & Ratu Ratu Queens
Pour plus de détails, voir Fiche technique et Distribution.
Ali & Ratu Ratu Queens est une comédie dramatique indonésienne sorti en 2021 dirigé par Lucky Kuswandi et écrit par Ginatri S. Noer et Muhammad Zaidy.

## Synopsis
Ali (Iqbaal Ramadhan) vit en Indonésie avec sa mère Mia (Marissa Anita) et son père Hasan (Ibnu Jamil). Sa mère décide d'émigrer aux États-Unis pour poursuivre son rêve de devenir une chanteuse de renommée mondiale. Ali et son père sont supposés la rejoindre dès que possible, mais le père d'Ali ne souhaite pas quitter l'Indonésie. Lors d'une conversation téléphonique houleuse avec sa femme, Hasan décide de demander le divorce et coupe totalement les ponts avec Mia. Ali ne reçoit plus de nouvelles de sa mère et pense qu'elle l'a abandonné.
Quelques années plus tard, Hasan décède d'une crise cardiaque. En rangeant les affaires de son père, Ali découvre que sa mère avait envoyé des billets d'avion pour qu'Ali et son père la rejoignent aux États-Unis. Ali annonce à sa famille qu'il souhaite quitter le pays, ceux-ci pensant qu'il s'agit de la Omra. Mais Ali leur avoue qu'il part à la recherche de sa mère car il a besoin d'un parrainage d'un proche majeur pour obtenir le visa.
Pour financer son voyage, Ali met en location l'ancienne maison familiale. Ali s'envole ensuite en direction de New York.
Parallèlement, nous découvrons quatre expatriées indonésiennes, Party (Nirina Zubir), Ajeng (Tika Panggabean), Biyah (Asri Welas) et Chinta (Happy Salma) qui souhaitent acquérir un local à New York pour ouvrir leur restaurant de cuisine indonésienne. Malheureusement il leur manque 10 000 $ pour acquérir le local.
Ali arrive à New York et se rend immédiatement à l'adresse indiquée sur les lettres envoyées par sa mère. Devant l'immeuble, il croise Eva (Aurora Ribero) qui lui ouvre la porte. Il se rend à l'appartement de sa mère et est accueilli par Chinta, accompagnée par Party, Ajeng et Biyah. Il apprend alors que sa mère est l'ancienne colocatrice de Party mais qu'elle ne vit plus ici. Les quatre amies décident de l'héberger temporairement moyennant finance.
Grâce à un ami, Biyah apprend que Mia réside à Fort Greene. Ali décide de lui rendre visite. Sa mère, qui est choquée par sa présence, lui claque la porte au nez. Ali apprend également que Mia a un nouveau mari, Alex, ainsi qu'un fils et une fille. Le lendemain, Ali tente à nouveau de la voir et lui révèle la mort d’Hasan. Mia exprime ses condoléances et donne son numéro de téléphone à Ali. Ali et Mia se retrouvent dans un café près de l’appartement d’Ali, et les deux passent la journée ensemble mais la situation tourne mal lorsqu’Ali demande à sa mère de l’inclure dans sa nouvelle famille.
Ali invite tout de même Mia à un dîner de Thanksgiving dans son ancien appartement. Mia se sent jugée par Biyah, Ance, et Chinta. Se sentant coupable, elle remet un chèque de 20 000 dollars à Party, à l'intention de Ali, et informe Party de convaincre Ali de retourner en Indonésie. Ali pense que ses nouvelles amies ne sont intéressées que par l'argent et quitte l’appartement. Mia lui dit qu’elle est à l'initiative du chèque, arguant qu’elle ne peut pas abandonner sa nouvelle famille et veut qu’Ali revienne. Elle répond en larmes que plus elle voit Ali, plus elle se sent coupable de l’avoir quitté. Ali lui demande à contrecœur de le renier. Mia en larmes avoue qu’elle a été une mère terrible et dit à Ali de la haïr pour qu’il puisse partir.
Ali part et rencontre Eva, qui lui conseille de retourner à l’appartement. Il y retourne et montre à Party, Biyah, Ance et Chinta une vidéo qu’il a créée en utilisant des enregistrements tournés lorsqu’il vivait avec eux. Ils se réconcilient, et Ali les accepte comme sa nouvelle famille. Finalement, Ali est accepté dans une université locale, et à l’approche de Noël, Mia présente Ali en privé à Alex.

## Fiche technique
- Titre original : Ali & Ratu Ratu Queens
- Réalisation : Lucky Kuswandi
- Scénario : Ginatri S. Noer, Muhammad Zaidy
- Direction artistique : Eros Eflin, Roxy Martinez
- Décors : Nick D'Amico
- Costumes : Karin Wijaya
- Photographie : Batara Goempar
- Montage : Aline Jusria
- Musique : Mar Galo, Ken Jenie
- Production : Neil Champagne, Veronica Diaferia, Edwin, Gita Fara, Irin Junirman, Ella Nuortila, Meiske Taurisia, Muhammad Zaidy
- Société(s) de production : Palari Films, Phoenix Films, KUY Entertainment, C47 Investment
- Société(s) de distribution : Netflix
- Pays d'origine :  Indonésie
- Langue originale : anglais, indonésien
- Format : couleur
- Genre : Comédie dramatique
- Durée : 100 minutes
- Dates de sortie :
  - 17 juin 2021 (Netflix)

## Distribution
- Iqbaal Ramadhan : Ali
- Aurora Ribero : Eva
- Nirina Zubir : Party
- Tika Panggabean : Ajeng
- Asri Welas : Biyah
- Happy Salma : Chinta
- Marissa Anita : Mia (la mère d'Ali)
- Bayu Skak : Zoopunk
- Cut Mini Theo : Bude
- Ibnu Jamil : Hasan (le père d'Ali)

## Accueil
Sur la plateforme indonésienne de Netflix, le film s'est classé à la première place des films les plus regardés la semaine du 28 juin au 4 juillet 2021. Le film est ensuite resté pendant cinq semaines consécutives dans le top dix.
Du côté des spectateurs internationaux, le film a reçu des critiques mitigées, le site Rotten Tomatoes lui accordant une note de 60 %.
Le film a reçu seize nominations au Festival du film indonésien 2021, équivalent indonésien des Oscars. Le film a remporté deux prix, celui de la meilleure actrice dans un second rôle pour Marissa Anita et celui du film préféré du public.

## Récompenses
| Récompense                         | Date de la cérémonie | Catégorie                                                    | Lauréat                                                | Résultat   | Ref.  |
| ---------------------------------- | -------------------- | ------------------------------------------------------------ | ------------------------------------------------------ | ---------- | ----- |
| Bandung Film Festival              | 23 octobre 2021      | Meilleur Réalisateur                                         | Lucky Kuswandi                                         | Nomination | ,     |
| Bandung Film Festival              | 23 octobre 2021      | Meilleure Actrice dans un second rôle                        | Marissa Anita                                          | Nomination | ,     |
| Bandung Film Festival              | 23 octobre 2021      | Meilleur Montage                                             | Aline Jusria                                           | Lauréat    | ,     |
| Festival du film indonésien 2021   | 10 novembre 2021     | Meilleur Film                                                | Ali & Ratu Ratu Queens                                 | Nomination | ,     |
| Festival du film indonésien 2021   | 10 novembre 2021     | Meilleur Réalisateur                                         | Lucky Kuswandi                                         | Nomination | ,     |
| Festival du film indonésien 2021   | 10 novembre 2021     | Meilleur Acteur                                              | Iqbaal Ramadhan                                        | Nomination | ,     |
| Festival du film indonésien 2021   | 10 novembre 2021     | Meilleure actrice dans un second rôle                        | Marissa Anita                                          | Lauréat    | ,     |
| Festival du film indonésien 2021   | 10 novembre 2021     | Meilleure actrice dans un second rôle                        | Asri Welas                                             | Nomination | ,     |
| Festival du film indonésien 2021   | 10 novembre 2021     | Meilleur Scénario Original                                   | Gina S. Noer                                           | Nomination | ,     |
| Festival du film indonésien 2021   | 10 novembre 2021     | Meilleure Photographie                                       | Batara Goempar                                         | Nomination | ,     |
| Festival du film indonésien 2021   | 10 novembre 2021     | Meilleur Montage                                             | Aline Jusria                                           | Nomination | ,     |
| Festival du film indonésien 2021   | 10 novembre 2021     | Meilleurs Effets Visuels                                     | Rivai Chen                                             | Nomination | ,     |
| Festival du film indonésien 2021   | 10 novembre 2021     | Meilleur Son                                                 | Yusuf Patawari, Wahyu Tri Purnomo & Pat O'Leary        | Nomination | ,     |
| Festival du film indonésien 2021   | 10 novembre 2021     | Meilleure Musique Originale                                  | Mar Galo & Ken Jenie                                   | Nomination | ,     |
| Festival du film indonésien 2021   | 10 novembre 2021     | Meilleure Chanson Originale                                  | Bam Mastro ("Never Look Back")                         | Nomination | ,     |
| Festival du film indonésien 2021   | 10 novembre 2021     | Meilleure Chanson Originale                                  | Iqbaal Ramadhan & Tarapti Ikhtiar Rinrin ("On My Own") | Nomination | ,     |
| Festival du film indonésien 2021   | 10 novembre 2021     | Meilleure Direction Artistique                               | Eros Eflin & Roxy Martinez                             | Nomination | ,     |
| Festival du film indonésien 2021   | 10 novembre 2021     | Meilleurs Costumes                                           | Karin Wijaya                                           | Nomination | ,     |
| Festival du film indonésien 2021   | 10 novembre 2021     | Meilleurs maquillages et coiffures                           | Marshya D. Martha                                      | Nomination | ,     |
| Festival du film indonésien 2021   | 10 novembre 2021     | Film Préféré du Public                                       | Ali & Ratu Ratu Queens                                 | Lauréat    | ,     |
| Indonesian Movie Actors Awards     | 28 novembre 2021     | Meilleure Actrice                                            | Marissa Anita                                          | Nomination | [ 5 ] |
| Indonesian Movie Actors Awards     | 28 novembre 2021     | Meilleur Casting                                             | Ali & Ratu Ratu Queens                                 | Nomination | [ 5 ] |
| Indonesian Movie Actors Awards     | 28 novembre 2021     | Film Préféré du Public                                       | Ali & Ratu Ratu Queens                                 | Nomination | [ 5 ] |
| Indonesian Movie Actors Awards     | 28 novembre 2021     | Actrice Préférée du Public                                   | Marissa Anita                                          | Nomination | [ 5 ] |
| Indonesian Reporters Film Festival | 28 octobre 2021      | Meilleur Film Dramatique                                     | Ali & Ratu Ratu Queens                                 | Lauréat    | ,     |
| Indonesian Reporters Film Festival | 28 octobre 2021      | Meilleure Réalisateur d'un Film Dramatique                   | Lucky Kuswandi                                         | Lauréat    | ,     |
| Indonesian Reporters Film Festival | 28 octobre 2021      | Meilleur Acteur dans un Film Dramatique                      | Iqbaal Ramadhan                                        | Nomination | ,     |
| Indonesian Reporters Film Festival | 28 octobre 2021      | Meilleur actrice dans un second rôle dans un film dramatique | Nirina Zubir                                           | Lauréat    | ,     |
| Indonesian Reporters Film Festival | 28 octobre 2021      | Meilleur actrice dans un second rôle dans un film dramatique | Marissa Anita                                          | Nomination | ,     |
| Indonesian Reporters Film Festival | 28 octobre 2021      | Meilleur scénario pour un film dramatique                    | Gina S. Noer                                           | Nomination | ,     |
| Indonesian Reporters Film Festival | 28 octobre 2021      | Meilleur montage pour un film dramatique                     | Aline Jusria                                           | Lauréat    | ,     |
| Indonesian Reporters Film Festival | 28 octobre 2021      | Meilleure cinématographie pour un film dramatique            | Batara Goempar                                         | Lauréat    | ,     |
| Maya Awards                        | 2022                 | Meilleur Film                                                | Ali & Ratu Ratu Queens                                 | Nomination | ,     |
| Maya Awards                        | 2022                 | Meilleur Réalisateur                                         | Lucky Kuswandi                                         | Nomination | ,     |
| Maya Awards                        | 2022                 | Meilleur Acteur                                              | Iqbaal Ramadhan                                        | Nomination | ,     |
| Maya Awards                        | 2022                 | Meilleure Actrice dans un second rôle                        | Marissa Anita                                          | Nomination | ,     |
| Maya Awards                        | 2022                 | Meilleur scénario original                                   | Gina S. Noer & Muhammad Zaidy                          | Nomination | ,     |
| Maya Awards                        | 2022                 | Meilleure photographie                                       | Batara Goempar                                         | Nomination | ,     |
| Maya Awards                        | 2022                 | Meilleurs costumes                                           | Karin Wijaya                                           | Nomination | ,     |
| Maya Awards                        | 2022                 | Meilleurs coiffures et maquillages                           | Marshya D. Martha                                      | Nomination | ,     |